# Diplomacia (libro)
Diplomacia (en inglés, Diplomacy) es un libro escrito por el exasesor de Seguridad Nacional y Secretario de Estado, Henry Kissinger y publicado en 1994. Se trata de un compendio sobre la historia de las relaciones internacionales y el arte de la diplomacia, en gran parte concentrado en el siglo XX y el mundo occidental. Kissinger, como gran defensor de la Escuela Realista de las Relaciones Internacionales, se centra en gran medida en los conceptos de equilibrio de poder en Europa antes de la Primera Guerra Mundial, la razón del Estado y la Realpolitik a lo largo de las edades de las relaciones diplomáticas.
Kissinger también proporciona críticas interesantes a las tácticas diplomáticas de seguridad colectiva, desarrollado en la Carta de la Sociedad de Naciones. Kissinger también examina el uso de la esfera de influencia (o zona de influencia) argumentos presentados por la Unión Soviética en Europa del Este después de la Segunda Guerra Mundial en el marco de la Guerra Fría, argumento que ha sido mantenido por las relaciones exteriores de Rusia con temas referentes a Ucrania, Georgia y otros ex satélites de la antigua Unión Soviética en el Asia Central.
El libro comienza a describir la historia de Europa desde el siglo XVII, pero rápidamente se avanza hasta la época de las guerras mundiales y después a la Guerra Fría. Kissinger se refiere a sí mismo en numerosas ocasiones en el libro, sobre todo en el recuento de la historia relacionado con los presidentes de los Estados Unidos, Richard Nixon y Gerald Ford.
Kissinger dedicó este libro a los hombres y mujeres del Servicio Exterior de los Estados Unidos.

## Traducciones al castellano
- Henry Kissinger, Diplomacia, Ediciones B (colección «Reporter» #95), Barcelona, 1ª edición: enero de 1996 (reediciones ulteriores en 1998 y 2010), traducción del inglés al castellano por Mónica Utrilla de Neira, 968 p. 23x15 cm, cartoné, ISBN 978-84-406-6137-1

- Datos: Q269380